# Khedive's Sudan Medal 1897
De Khedive's Sudan Medal was een militaire onderscheiding, een campagnemedaille, die werd toegekend door de Khedive van Egypte. In eerste instantie voor dienst tijdens de oorlog tegen de Mahdi in de Anglo-Egyptische Soedan. De medaille werd op 12 februari 1897 door Khedive Abbas Hilmi Pasha ingesteld, aanvankelijk om de herovering in 1896 van de provincie Dongola te herdenken. Toen de onrust in de Soedan aanhield werd de medaille ook voor latere campagnes en gevechten toegekend. Dat bleef het geval tot 1908. Op het lint van de medaille werden uiteindelijk niet minder dan vijftien verschillende gespen gedragen.
Het grote aantal gespen dat sommige Egyptische officieren droegen was aanleiding om in 1908 een tweede Soedanmedaille in te stellen. Voor de Britse officieren was dat niet nodig; zij droegen zelden meer dan twee gespen op het lint.
De medaille werd aan Egyptische, Britse en Brits-Indische troepen toegekend. De officieren ontvingen een zilveren medaille met zilveren gespen. De onderofficieren en soldaten hadden recht op een bronzen medaille zonder gespen. Onder de dragers van een zilveren medaille met de gesp "Khartoum" was de latere Britse premier Winston Churchill.

## Voorkomen
De ronde medaille heeft een diameter van 39 millimeter en is geslagen in zilver of brons. De voorzijde draagt het gekalligrafeerde Arabische monogram van de Khedive, en het (mohammedaanse) jaartal 1314. De achterzijde toont een ovaal schild boven een trofee van vlaggen en wapens. De medaille hangt aan een gesp.
Het lint van de medaille is 38 mm breed. Het lint is geel met een brede blauwe middenstreep, symbolisch voor de door de woestijn stromende Nijl.

## Gespen
De medaille kon tussen 1898 en 1908 worden verleend met vijftien verschillende gespen:
- Firket (7 juni 1896)
- Hafir (19-26 september 1896)
- Abu Hamed (7 juli 1897)
- Sudan (1897)
- The Atbara (8 april 1898)
- Khartoum (2 september 1898)
- Gedaref (7 september - 26 december 1898)
- Gedid (22 november 1899)
- Sudan (1899)
- Bahar-ed-Ghazal (1900-1902)
- Jerok (januari- maart 1902)
- Nyam-Nyam (januari- mei 1905)
- Talodi (2-15 juni 1905)
- Katfia (april 1908)
- Nyima (1-21 november 1908)